# Frank Eydner

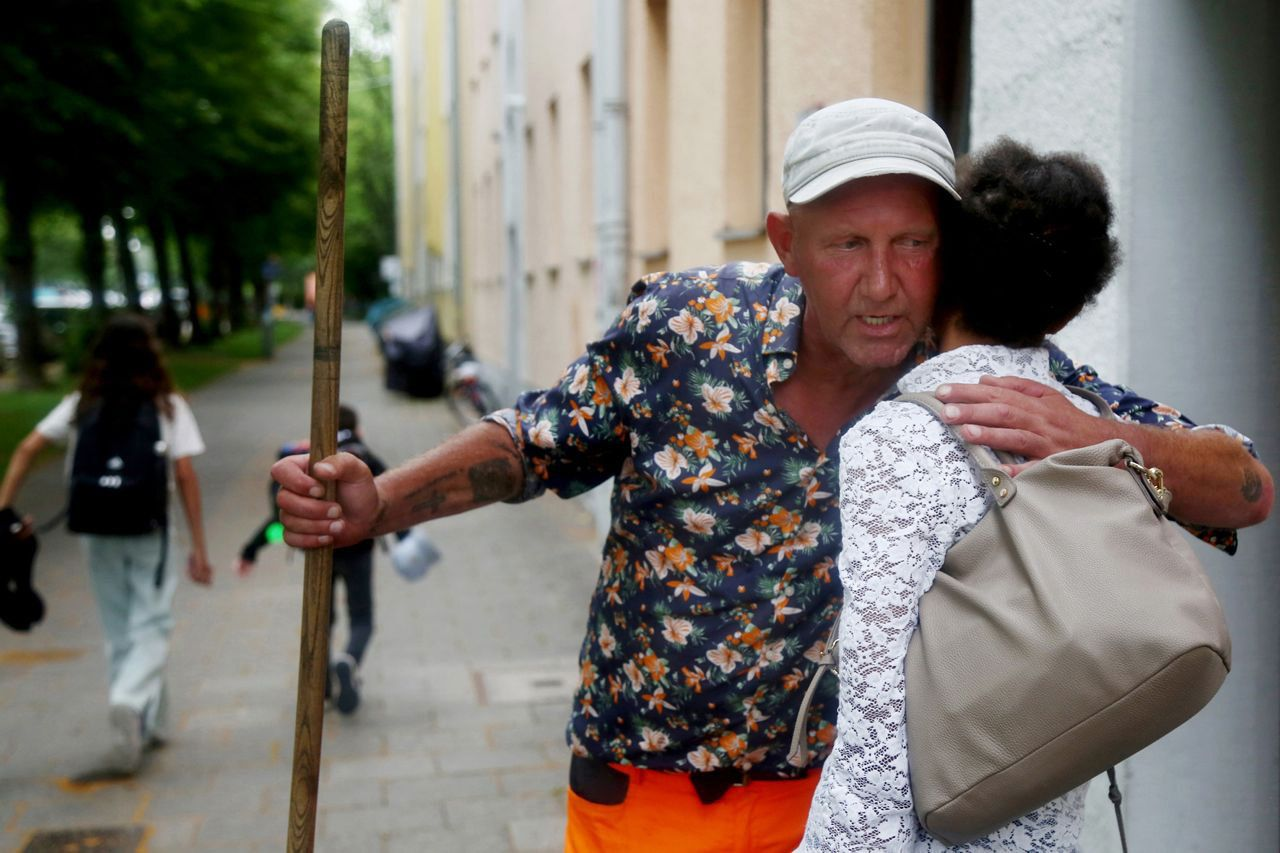
Frank Eydner bei seiner Arbeit als Straßenkehrer in München, 2022

Frank Eydner (* 1968 in München), genannt „Franky“, ist ein deutschstämmiger Fotograf, Philosoph und Straßenkehrer.

## Werk

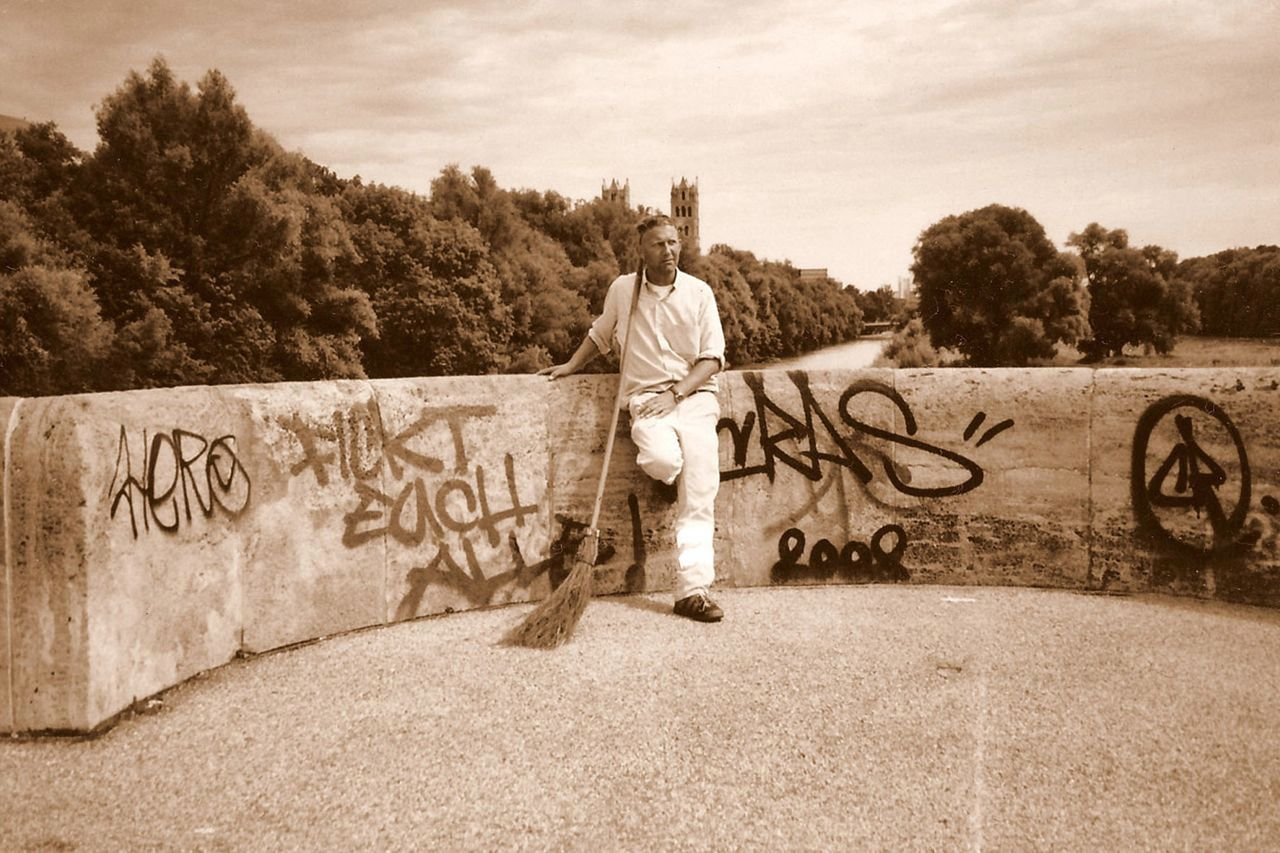
Franky Wittelsbacherbrücke, 2008

Seiner Berufung zur Fotografie, zur Kunst, steht sein Beruf als Straßenkehrer gleichwertig gegenüber.
Die Polarisierung, die Frank Eydner durch seine Kunst und den Beruf erlebt, wiederholt sich in den Themen seiner Fotografien, bei denen unterschiedliche Welten aufeinander prallen.
Seine Bilder von Friedhöfen und Grabstätten, die an  Vergänglichkeit erinnern, stehen im Kontrast zu den Aufnahmen der Clubszene.

## Ausstellungen
- 1998: what people do for money, Glockenbachviertel, München
- 2002: sowiesoanders, Gasteig, München
- 2005: eine auswahl, Goldbergstudios, München
- 2006: sowiesoanders, Galerie Rudolf Budja, Salzburg
- 2010: schuld und sühne, St. Maximilian, München
- 2010: eine weitere auswahl, Bayerischer Rundfunk, München
- 2023: Letzte Ausfahrt Europa, Rathausgalerie, München

## Dokumentationen
Fotobände

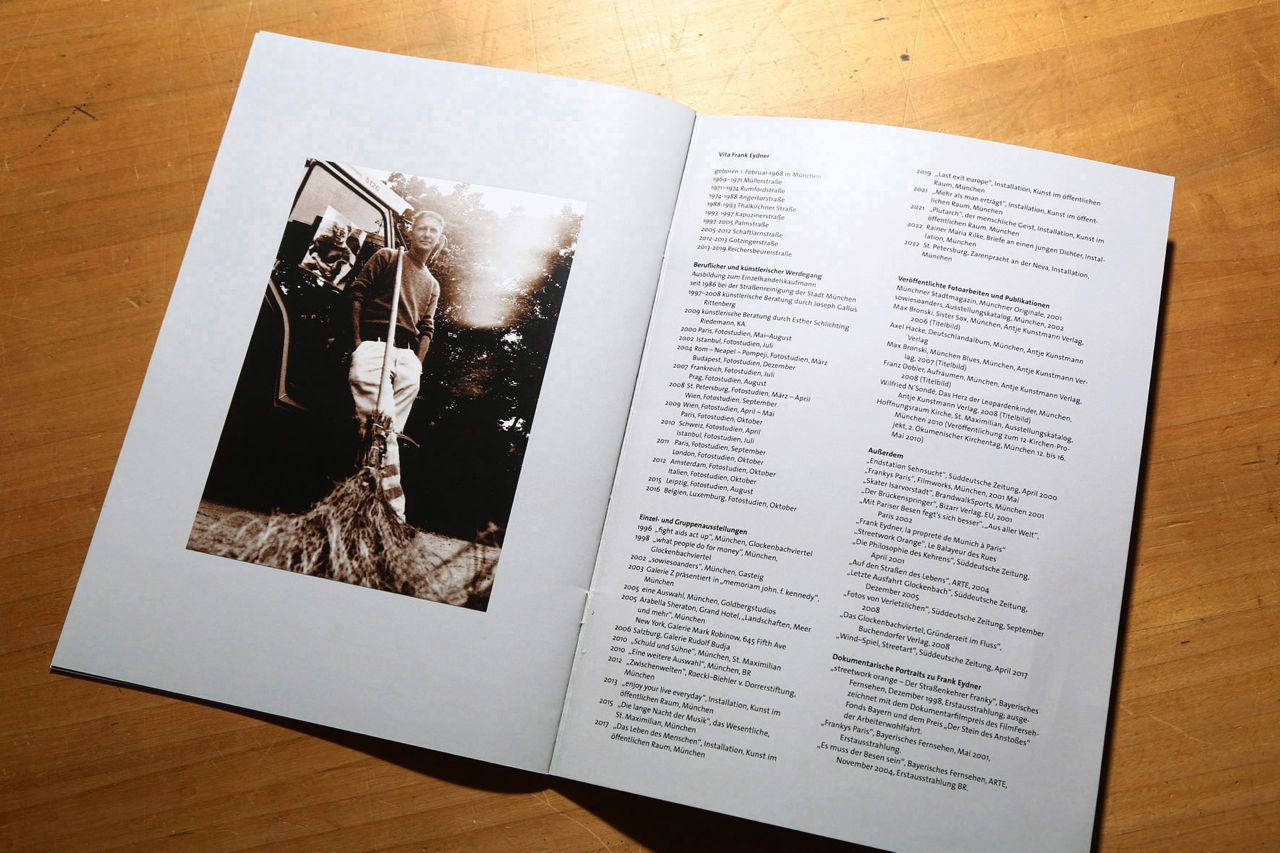
Vita von Franky in: Eyder, F (2022): Zwischenwelten, München

- sowiesoanders, Ausstellungskatalog, München 2002
- Sister Sox, Titelbild - Max Bronski, Antje Kunstmann Verlag, München 2002
- Aufräumen, Titelbild - Franz Dobler, Antje Kunstmann Verlag, München 2008
- Das Herz der Leoparden Kinder, Titelbild - Wilfried N'Sonde, Antje Kunstmann Verlag, München 2008
- München Blues,[1] Titelbild - Max Bronski, Antje Kunstmann Verlag, München 2007

Fernsehdokumentationen
- Streetwork Orange - Der Straßenkehrer Franky,[2] Bayerisches Fernsehen, Dezember 1998, Erstausstrahlung;

Ausgezeichnet mit dem Dokumentarfilmpreis des Filmfernsehfonds Bayern und dem Preis „Der Stein des Anstosses“ der Arbeiterwohlfahrt
- Frankys Paris, Bayerisches Fernsehen, Mai 2001, Erstausstrahlung;
- Es muss der Besen sein,[3] Bayerisches Fernsehen, ARTE, November 2004, Erstausstrahlung BR

## Galerie
Fotografien aus dem Leben von Franky aus dem Jahr 2022:

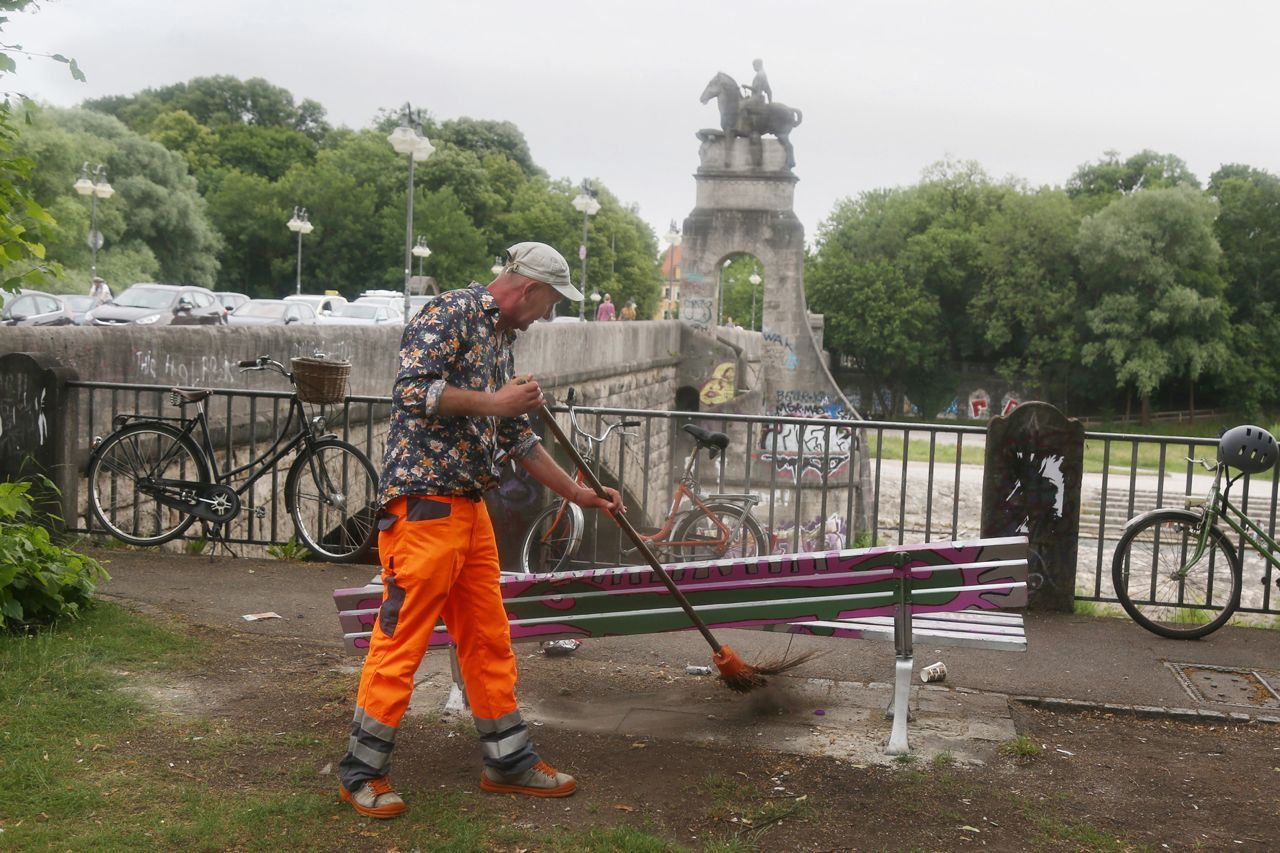
Baldeplatz
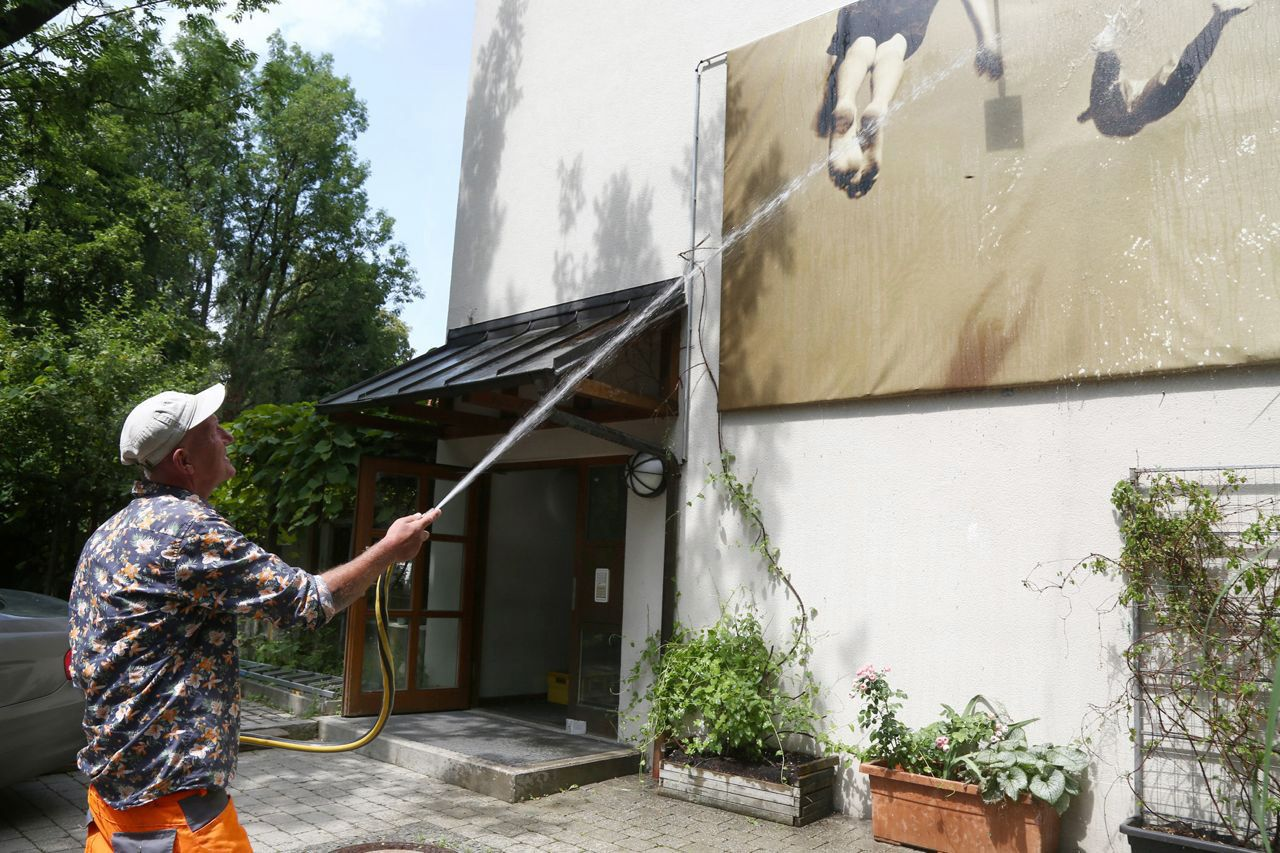
Brückenspringer, Eine Arbeit von Franky
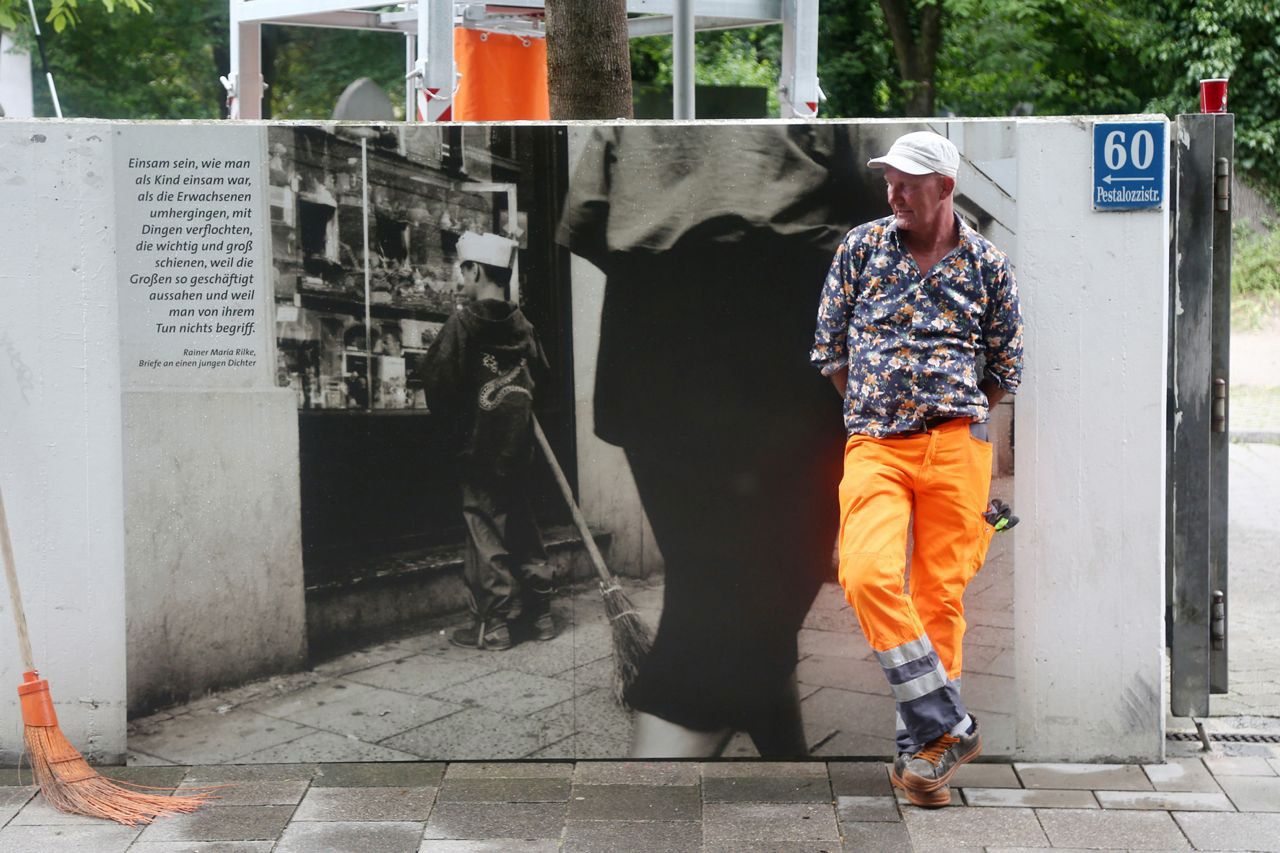
Franky vor einem seiner Werke in der Pestalozzistraße
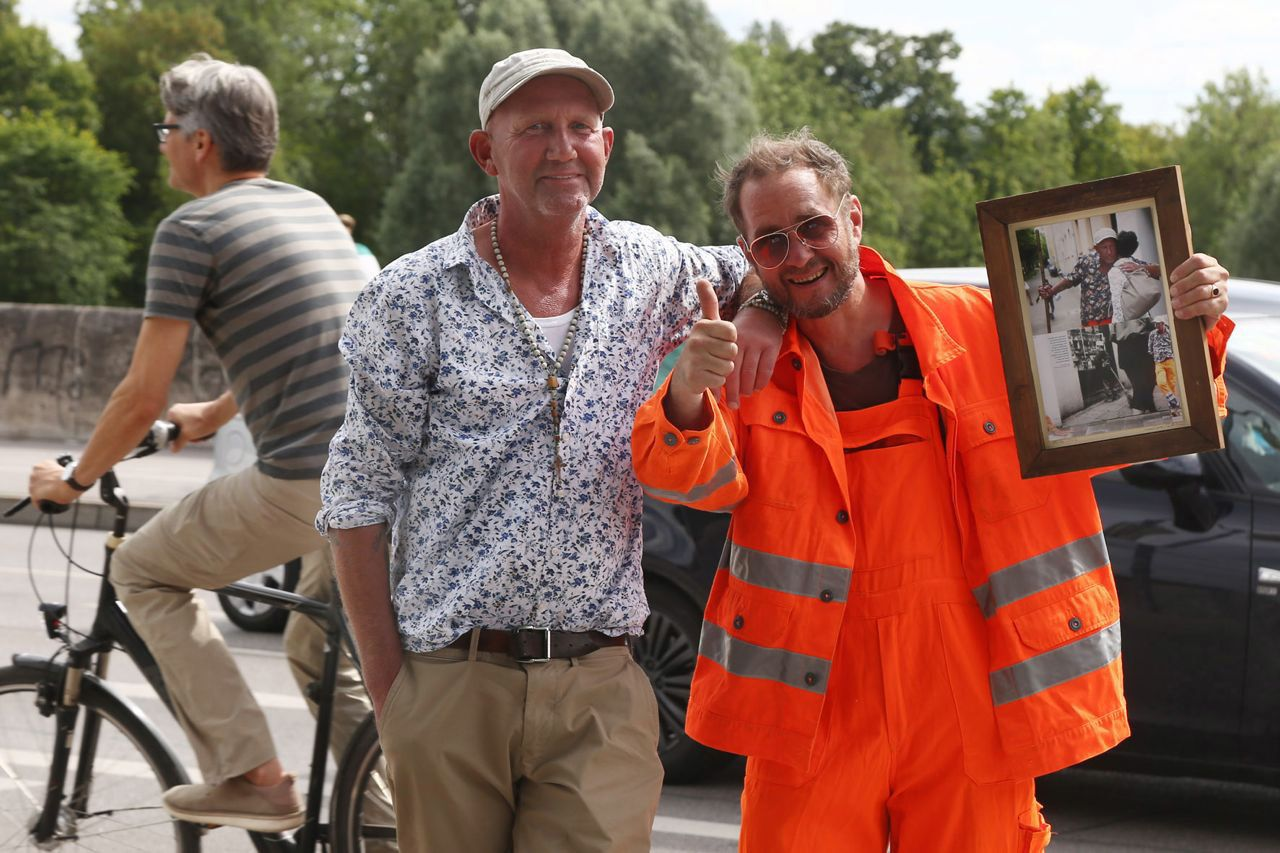
Franky und Andreas Bohnenstengel, Wittelbacherbrücke

## Zitate
- „Selten ist das Kunstwerk die Kunst des Künstlers als viel mehr der Künstler!“, Im Hause der Blinden - Künstlerreden zum Aschermittwoch von 2004 bis 2010. Herausgeber Georg Maria Roers SJ. Verlag Sankt Michaelsbund